# Junction City (Missouri)
Junction City – wieś w Stanach Zjednoczonych, w stanie Missouri, w hrabstwie Madison.